# Bytom Stroszek
Bytom Stroszek – przystanek osobowy w Bytomiu w dzielnicy Stroszek-Dąbrowa Miejska w województwie śląskim w Polsce. Oddany do użytku został 9 marca 2025 roku.